# 洛安盖河
洛安盖河（Loange/Luangué/Luange），又译作卢安盖河，是开赛河的一条支流。发源于安哥拉，向北流入刚果民主共和国，流经宽果省东部，并作为奎卢省和开赛省的省界，最后汇入开赛河。